# Bleistahl
Die Bleistahl GmbH & Co. Holding KG ist ein global tätiger Automobilzulieferer mit Sitz in Wetter (Ruhr) und gehört zu den weltweit führenden Herstellern von Ventilsitzringen und Ventilführungen.
Als Entwicklungspartner der Automobilindustrie setzt Bleistahl auf die Herstellung eigener, pulvermetallurgisch erzeugter Werkstoffe für die zuvor genannten Ventiltriebskomponenten.

## Geschichte
Im Jahr 1954 gründete Max Köhler die Firma Bleistahl, nachdem er erstmals einen selbstschmierenden, pulvermetallurgischen Ventilsitzring entwickelt hatte, der den Einsatz von Aluminiumzylinderköpfen in luftgekühlten Verbrennungsmotoren erlaubte.
Der Name Bleistahl beruht darauf, dass in der ursprünglichen Materialzusammensetzung geringe Mengen Blei enthalten waren. Dabei diente das Blei als Festschmierstoff. Mittlerweile ist Blei jedoch vollständig aus den Pulverlegierungen verschwunden und wurde durch andere Festschmierstoffe ersetzt. Die Serienproduktion in Wetter begann 1956. 1971 übernahm Michael Köhler das Unternehmen in der 2. Generation. Mit der pulvermetallurgisch hergestellten Ventilführung erweiterte Bleistahl 1995 sein Produktangebot. Im gleichen Jahr übernahm Ekkehard Köhler in 3. Generation die Geschäftsführung.
2011 wurde Bleistahl Powder Metallurgy Products in Shanghai gegründet. Ein weiterer Standort wurde 2012 in Nordamerika eröffnet.

## Produkte
Die Möglichkeiten der Pulvermetallurgie erlauben es Bleistahl, sogenannte „Pseudolegierungen“ zu erzeugen, die in dieser Form auf schmelzmetallurgischem Wege nicht herzustellen wären. Über verschiedene Wärmebehandlungsverfahren lassen sich so spezifische Materialeigenschaften einstellen.
Dabei verfügt Bleistahl über die Technologie, mehrlagige Bauteile herzustellen, wobei die einzelnen Materialschichten verschiedene Funktionen erfüllen.

### Ventilsitzringe
Der Ventilsitzring dichtet zusammen mit dem Ventil den Brennraum des Verbrennungsmotors ab. Die Notwendigkeit eines verschleißfesten Ventilsitzrings ergibt sich dadurch, dass die Zylinderköpfe im Pkw-Bereich üblicherweise aus einer Aluminiumlegierung und im Lkw-Bereich größtenteils aus Stahlguss bestehen.
Um den Betrieb auch über hohe Laufleistungen zuverlässig sicherzustellen, müssen das Ventil und der Ventilsitzring als tribologisches System gut aufeinander abgestimmt sein. Um diesen Anforderungen gerecht zu werden, erweitert Bleistahl stetig die Zahl an eigens entwickelten Materialien.

### Ventilführungen
Die Ventilführung dient der Führung des Ventils im Zylinderkopf. Sie wird durch einen dosierten Ölfluss über die Ventilschaftabdichtung geschmiert. Eine Abstimmung des Ventilführungsmaterials auf das Ventilmaterial ist hier ebenfalls unerlässlich.
Neben der pulvermetallurgischen Ventilführung produziert Bleistahl auch Ventilführungen aus Messing.

### Produkte außerhalb des Verbrennungsmotors
Darüber hinaus sieht sich Bleistahl als „Werkstofffabrik“. Mit der vorhandenen Produktionstechnologie können verschiedenste Anforderungen unterschiedlicher Branchen in Massenfertigung nach Automotive-Standard erfüllt werden. Dazu gehören unter anderem die Materialeigenschaften Verschleißfestigkeit, Wärmeleitfähigkeit oder auch elektrische Leitfähigkeit.

## Standorte
Bleistahl Headquarters Deutschland, Wetter (Ruhr), 1954

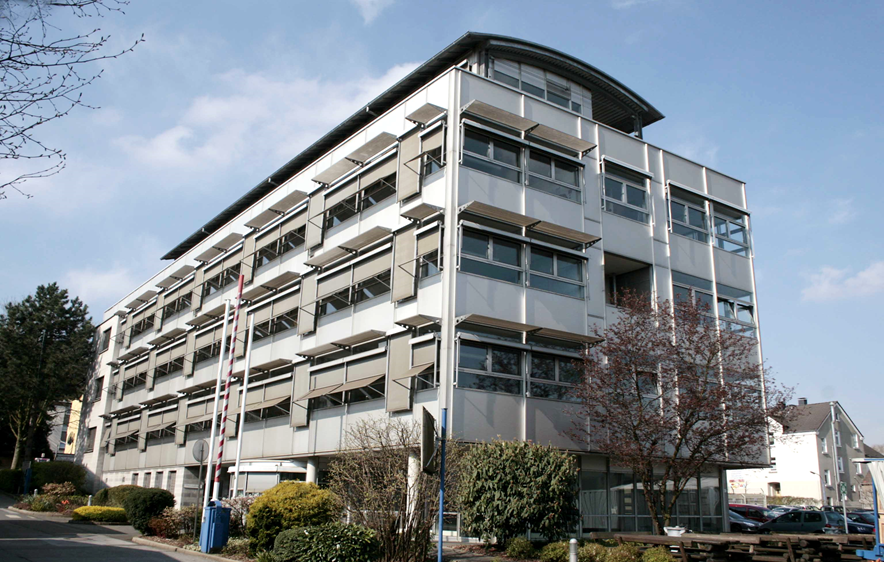
Bleistahl-Hauptsitz in Wetter (Ruhr)

Der Gründungsstandort in Wetter (Ruhr) beherbergt seit 1954 die Bleistahl Produktion, sowie das Entwicklungszentrum der Bleistahl-Gruppe.
Bleistahl Brasil Metalurgia, Cachoeirinha, 1974
Der erste internationale Standort der Bleistahlgruppe wurde 1974 in Brasilien in Cachoeirinha, in der Nähe von Porto Alegre eröffnet.

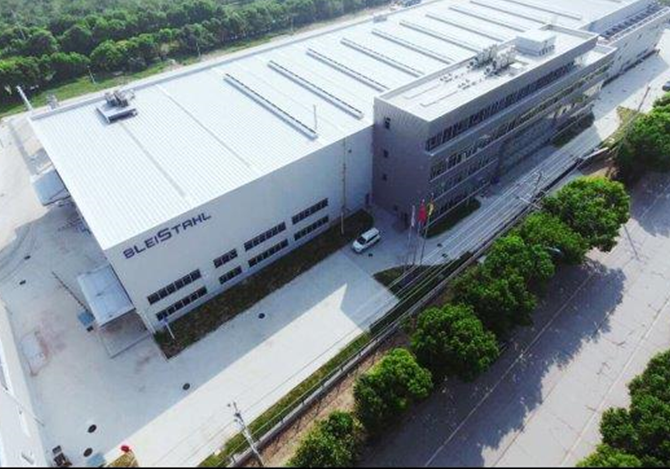
Bleistahl Werk in Taicang (China)

Bleistahl Manufacturing South Africa, Westmead, 2003
Die Messingventilführungen der Bleistahl-Gruppe werden seit 2003 in Südafrika in Westmead, unweit von Durban produziert.
Bleistahl Powder Metallurgy Parts China, Taicang, 2015

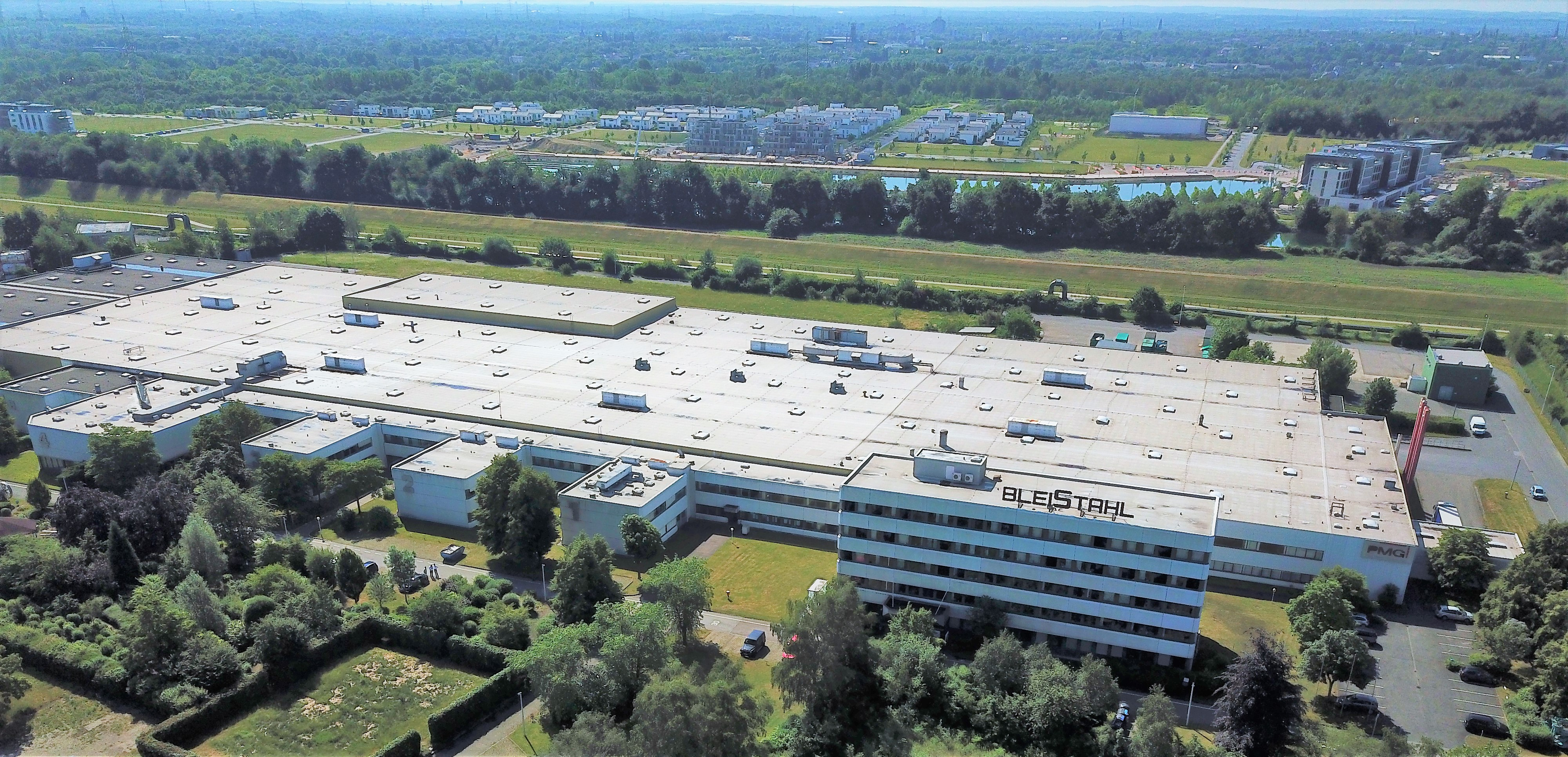
Bleistahl-Werk in Gelsenkirchen

Bereits seit 2003 ist Bleistahl im Rahmen eines Joint Ventures in China operativ tätig. Seit 2015 verfügt Bleistahl über eine eigenständige, pulvermetallurgische Fertigung in Taicang.
Bleistahl North America, Battle Creek, 2012
Im Jahr 2012 gründete die Bleistahl-Gruppe einen Standort in Battle Creek, nahe Detroit in Nordamerika. Von hier werden nord- und südamerikanische Kunden beliefert.
Bleistahl Deutschland, Gelsenkirchen, 2019
Seit 2019 betreibt Bleistahl einen weiteren Produktionsstandort in Deutschland in Gelsenkirchen in den ehemaligen Hallen der Vaillant Group.

## Bleistahl-Museum und Schoollab

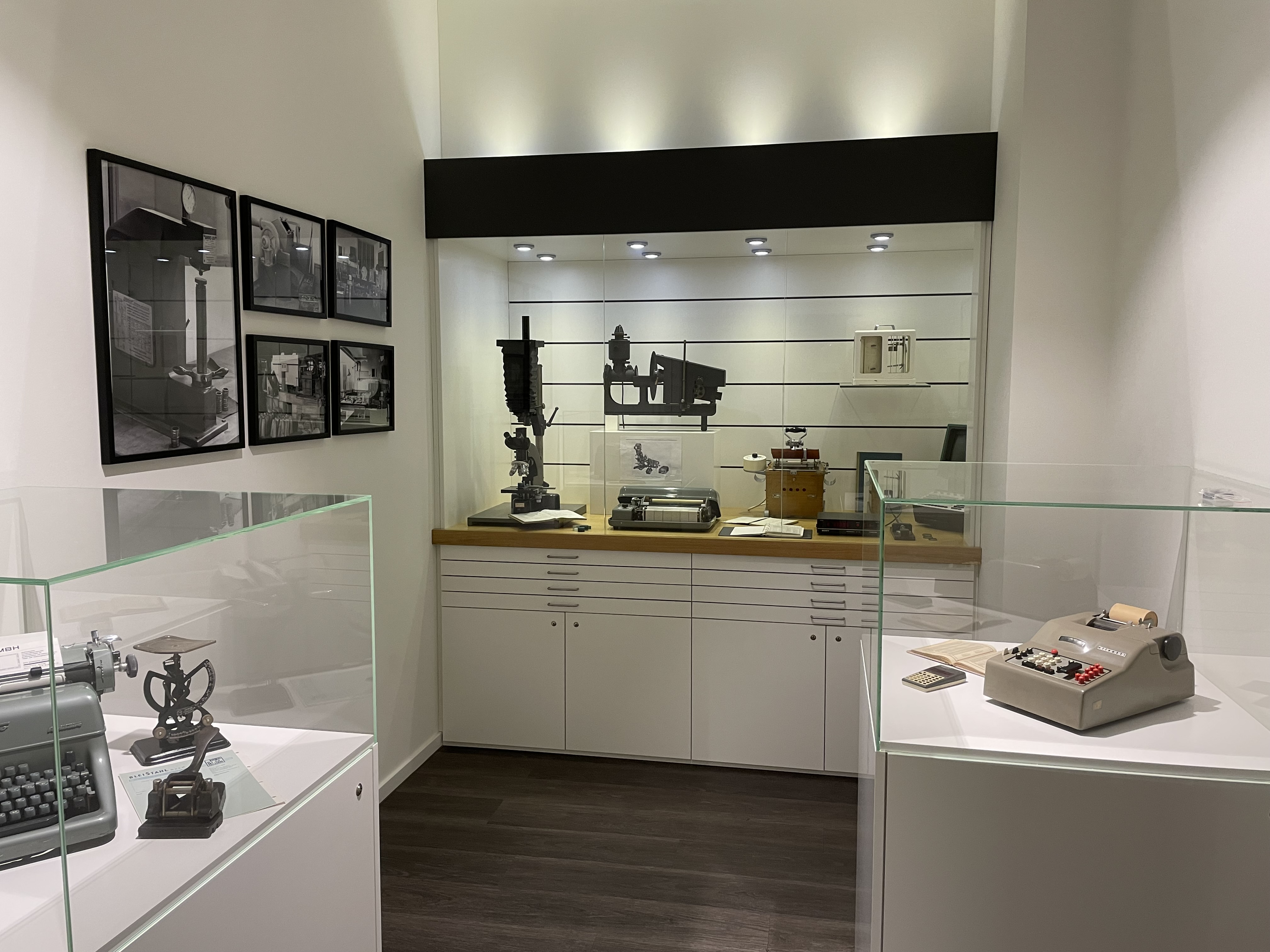
Bleistahl-Museum

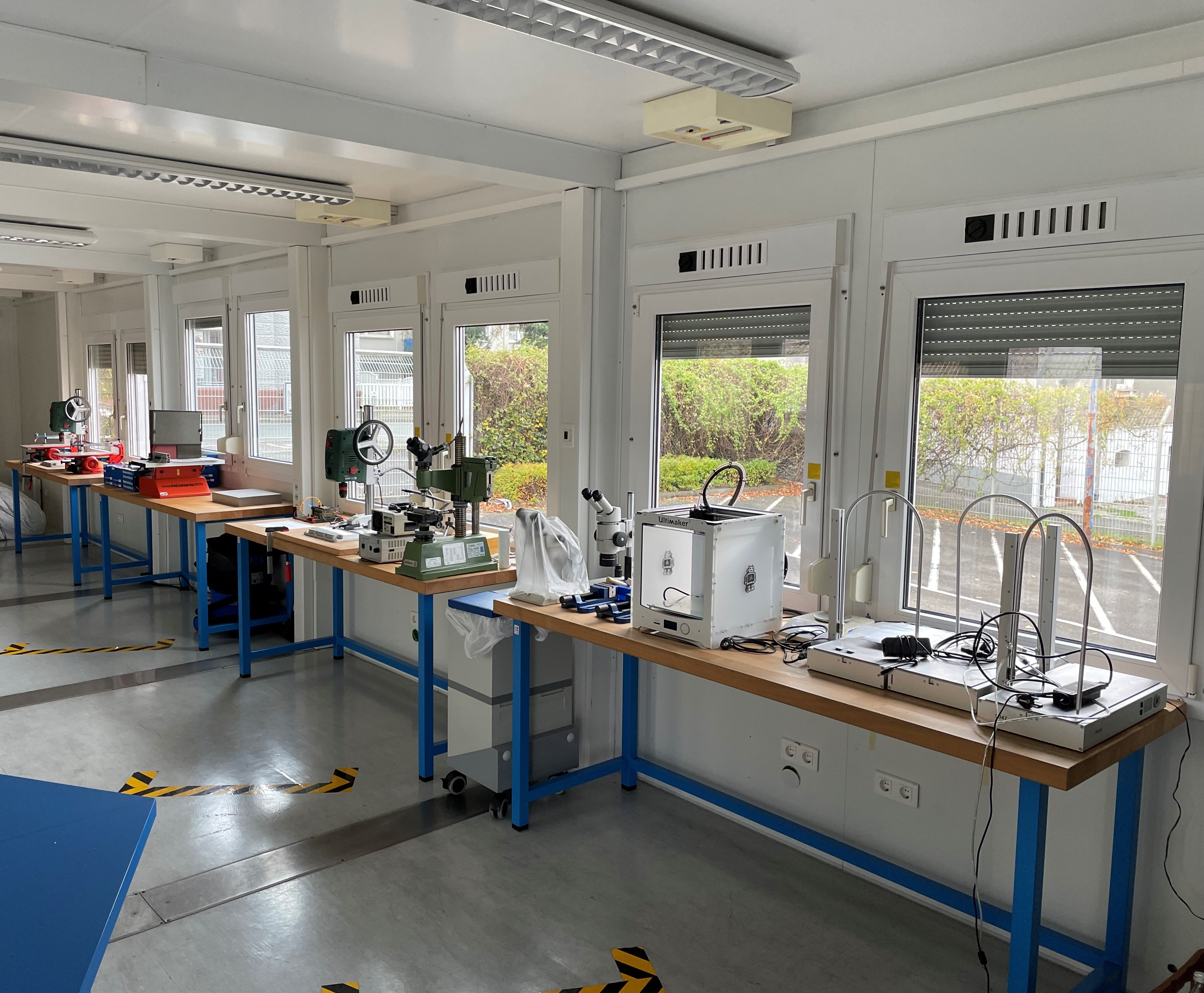
Bleistahl-Schoollab

Seit 2014 gibt es am Gründungsstandort in Wetter (Ruhr) ein Bleistahl-Museum. Dieses Museum zeigt anhand von Modellautos und anderen Exponaten 60 Jahre der Automobil- und Firmengeschichte. Zusätzlich wurde, zusammen mit dem Museum, ein „Schoollab“ (dt. Schullaboratorium) zur Nachwuchsförderung eröffnet. Im Schoollab können interessierte Schüler und Schülerinnen frühzeitig handwerkliche und technische Tätigkeiten kennenlernen.